# Liste der Baudenkmale in Siebethsburg
In der Liste der Baudenkmale in Siebethsburg sind die Baudenkmale im Stadtteil Siebethsburg der kreisfreien Stadt Wilhelmshaven in Niedersachsen aufgelistet. Der Stand der Liste ist der 20. Oktober 2021. Die Quelle der Baudenkmale ist der Denkmalatlas Niedersachsen.

## Allgemein
In den Spalten befinden sich folgende Informationen:
- Lage: die Adresse des Baudenkmales und die geographischen Koordinaten. Kartenansicht, um Koordinaten zu setzen. In der Kartenansicht sind Baudenkmale ohne Koordinaten mit einem roten Marker dargestellt und können in der Karte gesetzt werden. Baudenkmale ohne Bild sind mit einem blauen Marker gekennzeichnet, Baudenkmale mit Bild mit einem grünen Marker.
- Bezeichnung: Bezeichnung des Baudenkmales
- Beschreibung: die Beschreibung des Baudenkmales. Unter § 3 Abs. 2 NDSchG werden Einzeldenkmale und unter § 3 Abs. 3 NDSchG Gruppen baulicher Anlagen und deren Bestandteile ausgewiesen.
- ID: die Objekt-ID des Baudenkmales
- Bild: ein Bild des Baudenkmales, ggf. zusätzlich mit einem Link zu weiteren Fotos des Baudenkmals im Medienarchiv Wikimedia Commons. Wenn man auf das Kamerasymbol klickt, können Fotos zu Baudenkmalen aus dieser Liste hochgeladen werden:

## Liste
Baudenkmale im Stadtteil Siebethsburg.

| Lage                                                                        | Bezeichnung                        | Beschreibung                                                                     | ID       | Bild           |
| --------------------------------------------------------------------------- | ---------------------------------- | -------------------------------------------------------------------------------- | -------- | -------------- |
| Berliner Platz 53° 31′ 43″ N, 8° 6′ 46″ O                                   | Luftbrückendenkmal                 | Denkmal                                                                          | 45523990 | Weitere Bilder |
| Kirchreihe 68 53° 32′ 2″ N, 8° 6′ 26″ O                                     | Wohnhaus                           |                                                                                  | 35143042 | BW             |
| Kirchreihe 86 53° 32′ 0″ N, 8° 6′ 0″ O                                      | Wohnhaus                           | Alinenhof                                                                        | 35143067 | BW             |
| Kirchreihe 98 53° 31′ 55″ N, 8° 5′ 34″ O                                    | Hofanlage                          | Wohn-/Wirtschaftsgebäude                                                         | 35143094 | BW             |
| Kirchreihe 98 53° 31′ 55″ N, 8° 5′ 35″ O                                    | Hofanlage                          | Wurt                                                                             | 35147542 | BW             |
| Siebethsburger Straße 53° 31′ 54″ N, 8° 6′ 27″ O                            | Burganlage Siebethsburg            | Baudenkmal-Gruppe                                                                | 35135251 | Weitere Bilder |
| Siebethsburger Straße 53° 31′ 54″ N, 8° 6′ 27″ O                            | Siebethsburg                       | Burg (Baudenkmal-Gruppe Burganlage Siebethsburg)                                 | 35148712 | BW             |
| Siebethsburger Straße 53° 31′ 54″ N, 8° 6′ 27″ O                            | Siebethsburg                       | Burghügel (Baudenkmal-Gruppe Burganlage Siebethsburg)                            | 35148773 |                |
| Siebethsburger Straße 53° 31′ 54″ N, 8° 6′ 22″ O                            | Siebethsburg                       | Gräben (Baudenkmal-Gruppe Burganlage Siebethsburg)                               | 35148800 | BW             |
| 53° 31′ 57″ N, 8° 5′ 59″ O                                                  | Neu-Siebethsburg: Högersiedlung I  | Baudenkmal-Gruppe. Wohnsiedlung errichtet 1936-1940 nach Plänen von Fritz Höger. | 35135109 | BW             |
| Siebethsburger Straße 1 A, B 53° 31′ 44″ N, 8° 6′ 21″ O                     | Mehrfamilienhaus                   | (Baudenkmal-Gruppe Neu-Siebethsburg: Högersiedlung I)                            | 35171977 | BW             |
| Siebethsburger Straße 2 A, B 53° 31′ 44″ N, 8° 6′ 19″ O                     | Mehrfamilienhaus                   | (Baudenkmal-Gruppe Neu-Siebethsburg: Högersiedlung I)                            | 35172029 | BW             |
| Bismarckstraße 168 B 53° 31′ 42″ N, 8° 6′ 21″ O                             | Mehrfamilienhaus                   | (Baudenkmal-Gruppe Neu-Siebethsburg: Högersiedlung I)                            | 35167373 | BW             |
| Bismarckstraße 168 C 53° 31′ 42″ N, 8° 6′ 19″ O                             | Mehrfamilienhaus                   | (Baudenkmal-Gruppe Neu-Siebethsburg: Högersiedlung I)                            | 35167399 | BW             |
| Bismarckstraße 191 53° 31′ 44″ N, 8° 6′ 22″ O                               | Mehrfamilienhaus                   | (Baudenkmal-Gruppe Neu-Siebethsburg: Högersiedlung I)                            | 35167425 |                |
| Bismarckstraße 195, 195A 53° 31′ 44″ N, 8° 6′ 16″ O                         | Mehrfamilienhaus                   | (Baudenkmal-Gruppe Neu-Siebethsburg: Högersiedlung I)                            | 35167451 | BW             |
| Bismarckstraße 197, 197A 53° 31′ 44″ N, 8° 6′ 14″ O                         | Mehrfamilienhaus                   | (Baudenkmal-Gruppe Neu-Siebethsburg: Högersiedlung I)                            | 35167505 | BW             |
| Bismarckstraße 199, 199A 53° 31′ 44″ N, 8° 6′ 11″ O                         | Mehrfamilienhaus                   | (Baudenkmal-Gruppe Neu-Siebethsburg: Högersiedlung I)                            | 35167557 | BW             |
| Bismarckstraße 201, 201A 53° 31′ 44″ N, 8° 6′ 9″ O                          | Mehrfamilienhaus                   | (Baudenkmal-Gruppe Neu-Siebethsburg: Högersiedlung I)                            | 35167609 | BW             |
| Bismarckstraße 203, 203A 53° 31′ 44″ N, 8° 6′ 6″ O                          | Mehrfamilienhaus                   | (Baudenkmal-Gruppe Neu-Siebethsburg: Högersiedlung I)                            | 35167661 | BW             |
| Bismarckstraße 205, 205A 53° 31′ 44″ N, 8° 6′ 4″ O                          | Mehrfamilienhaus                   | (Baudenkmal-Gruppe Neu-Siebethsburg: Högersiedlung I)                            | 35167713 | BW             |
| Bismarckstraße 207, 207A 53° 31′ 44″ N, 8° 6′ 2″ O                          | Mehrfamilienhaus                   | (Baudenkmal-Gruppe Neu-Siebethsburg: Högersiedlung I)                            | 35167765 | BW             |
| Bismarckstraße 209, 209A 53° 31′ 44″ N, 8° 5′ 59″ O                         | Mehrfamilienhaus                   | (Baudenkmal-Gruppe Neu-Siebethsburg: Högersiedlung I)                            | 35167817 | BW             |
| Bismarckstraße 211, 211A 53° 31′ 44″ N, 8° 5′ 57″ O                         | Mehrfamilienhaus                   | (Baudenkmal-Gruppe Neu-Siebethsburg: Högersiedlung I)                            | 35167869 | BW             |
| Störtebekerstraße 30, 30A 53° 31′ 46″ N, 8° 6′ 15″ O                        | Mehrfamilienhaus                   | (Baudenkmal-Gruppe Neu-Siebethsburg: Högersiedlung I)                            | 35172081 | BW             |
| Störtebekerstraße 32, 32A 53° 31′ 46″ N, 8° 6′ 12″ O                        | Mehrfamilienhaus                   | (Baudenkmal-Gruppe Neu-Siebethsburg: Högersiedlung I)                            | 35172133 | BW             |
| Störtebekerstraße 34, 34A 53° 31′ 46″ N, 8° 6′ 10″ O                        | Mehrfamilienhaus                   | (Baudenkmal-Gruppe Neu-Siebethsburg: Högersiedlung I)                            | 35172185 | BW             |
| Störtebekerstraße 36, 36A 53° 31′ 46″ N, 8° 6′ 8″ O                         | Mehrfamilienhaus                   | (Baudenkmal-Gruppe Neu-Siebethsburg: Högersiedlung I)                            | 35172237 | BW             |
| Störtebekerstraße 38, 38A 53° 31′ 46″ N, 8° 6′ 5″ O                         | Mehrfamilienhaus                   | (Baudenkmal-Gruppe Neu-Siebethsburg: Högersiedlung I)                            | 35172289 | BW             |
| Störtebekerstraße 40, 40A 53° 31′ 46″ N, 8° 6′ 3″ O                         | Mehrfamilienhaus                   | (Baudenkmal-Gruppe Neu-Siebethsburg: Högersiedlung I)                            | 35172341 | BW             |
| Störtebekerstraße 42, 42A 53° 31′ 46″ N, 8° 6′ 1″ O                         | Mehrfamilienhaus                   | (Baudenkmal-Gruppe Neu-Siebethsburg: Högersiedlung I)                            | 35172393 | BW             |
| Störtebekerstraße 44, 44A 53° 31′ 46″ N, 8° 5′ 58″ O                        | Mehrfamilienhaus                   | (Baudenkmal-Gruppe Neu-Siebethsburg: Högersiedlung I)                            | 35172445 | BW             |
| Cirksenastraße 1, 3, 5, 7 53° 31′ 48″ N, 8° 6′ 14″ O                        | Mehrfamilienhaus                   | (Baudenkmal-Gruppe Neu-Siebethsburg: Högersiedlung I)                            | 35167921 | BW             |
| Cirksenastraße 2, 4, 6, 8 53° 31′ 48″ N, 8° 6′ 13″ O                        | Mehrfamilienhaus                   | (Baudenkmal-Gruppe Neu-Siebethsburg: Högersiedlung I)                            | 35167947 | BW             |
| Cirksenastraße 9, 11 53° 31′ 50″ N, 8° 6′ 14″ O                             | Mehrfamilienhaus                   | (Baudenkmal-Gruppe Neu-Siebethsburg: Högersiedlung I)                            | 35168129 | BW             |
| Cirksenastraße 10, 12 53° 31′ 50″ N, 8° 6′ 13″ O                            | Mehrfamilienhaus                   | (Baudenkmal-Gruppe Neu-Siebethsburg: Högersiedlung I)                            | 35168155 | BW             |
| Cirksenastraße 13 53° 31′ 51″ N, 8° 6′ 15″ O                                | Mehrfamilienhaus                   | (Baudenkmal-Gruppe Neu-Siebethsburg: Högersiedlung I)                            | 35168233 | BW             |
| Cirksenastraße 14, 16, 18 53° 31′ 51″ N, 8° 6′ 13″ O                        | Mehrfamilienhaus                   | (Baudenkmal-Gruppe Neu-Siebethsburg: Högersiedlung I)                            | 35168259 | BW             |
| Cirksenastraße 15 53° 31′ 51″ N, 8° 6′ 15″ O                                | Mehrfamilienhaus                   | (Baudenkmal-Gruppe Neu-Siebethsburg: Högersiedlung I)                            | 35168285 | BW             |
| Cirksenastraße 17 53° 31′ 52″ N, 8° 6′ 16″ O                                | Mehrfamilienhaus                   | (Baudenkmal-Gruppe Neu-Siebethsburg: Högersiedlung I)                            | 35168337 | BW             |
| Edo-Wiemken-Straße 21, 21A 53° 31′ 54″ N, 8° 6′ 16″ O                       | Mehrfamilienhaus                   | (Baudenkmal-Gruppe Neu-Siebethsburg: Högersiedlung I)                            | 35168441 | BW             |
| Edo-Wiemken-Straße 23 53° 31′ 54″ N, 8° 6′ 16″ O                            | Mehrfamilienhaus                   | (Baudenkmal-Gruppe Neu-Siebethsburg: Högersiedlung I)                            | 35168519 | BW             |
| Edo-Wiemken-Straße 25 53° 31′ 54″ N, 8° 6′ 14″ O                            | Mehrfamilienhaus                   | (Baudenkmal-Gruppe Neu-Siebethsburg: Högersiedlung I)                            | 35168571 | BW             |
| Edo-Wiemken-Straße 27, 29 53° 31′ 55″ N, 8° 6′ 11″ O                        | Mehrfamilienhaus                   | (Baudenkmal-Gruppe Neu-Siebethsburg: Högersiedlung I)                            | 35168623 | BW             |
| Edo-Wiemken-Straße 31, 31A 53° 31′ 56″ N, 8° 6′ 10″ O                       | Mehrfamilienhaus                   | (Baudenkmal-Gruppe Neu-Siebethsburg: Högersiedlung I)                            | 35168727 | BW             |
| Edo-Wiemken-Straße 33, 33A 53° 31′ 56″ N, 8° 6′ 7″ O                        | Mehrfamilienhaus                   | (Baudenkmal-Gruppe Neu-Siebethsburg: Högersiedlung I)                            | 35168805 | BW             |
| Edo-Wiemken-Straße 35, 35A 53° 31′ 56″ N, 8° 6′ 5″ O                        | Mehrfamilienhaus                   | (Baudenkmal-Gruppe Neu-Siebethsburg: Högersiedlung I)                            | 35168857 | BW             |
| Edo-Wiemken-Straße 37 53° 31′ 56″ N, 8° 6′ 2″ O                             | Mehrfamilienhaus                   | (Baudenkmal-Gruppe Neu-Siebethsburg: Högersiedlung I)                            | 35168909 | BW             |
| Edo-Wiemken-Straße 18 53° 31′ 53″ N, 8° 6′ 15″ O                            | Mehrfamilienhaus                   | (Baudenkmal-Gruppe Neu-Siebethsburg: Högersiedlung I)                            | 35168389 | BW             |
| Edo-Wiemken-Straße 20 53° 31′ 53″ N, 8° 6′ 13″ O                            | Mehrfamilienhaus                   | (Baudenkmal-Gruppe Neu-Siebethsburg: Högersiedlung I)                            | 35168415 | BW             |
| Edo-Wiemken-Straße 22 53° 31′ 53″ N, 8° 6′ 12″ O                            | Mehrfamilienhaus                   | (Baudenkmal-Gruppe Neu-Siebethsburg: Högersiedlung I)                            | 35168493 | BW             |
| Edo-Wiemken-Straße 24 53° 31′ 54″ N, 8° 6′ 10″ O                            | Mehrfamilienhaus                   | (Baudenkmal-Gruppe Neu-Siebethsburg: Högersiedlung I)                            | 35168545 | BW             |
| Edo-Wiemken-Straße 26 53° 31′ 54″ N, 8° 6′ 8″ O                             | Mehrfamilienhaus                   | (Baudenkmal-Gruppe Neu-Siebethsburg: Högersiedlung I)                            | 35168597 | BW             |
| Edo-Wiemken-Straße 28 53° 31′ 55″ N, 8° 6′ 5″ O                             | Mehrfamilienhaus                   | (Baudenkmal-Gruppe Neu-Siebethsburg: Högersiedlung I)                            | 35168649 | BW             |
| Edo-Wiemken-Straße 30 53° 31′ 55″ N, 8° 6′ 4″ O                             | Mehrfamilienhaus                   | (Baudenkmal-Gruppe Neu-Siebethsburg: Högersiedlung I)                            | 35168701 | BW             |
| Edo-Wiemken-Straße 32 53° 31′ 55″ N, 8° 6′ 2″ O                             | Mehrfamilienhaus                   | (Baudenkmal-Gruppe Neu-Siebethsburg: Högersiedlung I)                            | 35168779 | BW             |
| Edzardstraße 1, 3, 5, 7 53° 31′ 48″ N, 8° 6′ 10″ O                          | Wohnhaus                           | (Baudenkmal-Gruppe Neu-Siebethsburg: Högersiedlung I)                            | 35168935 | BW             |
| Edzardstraße 2, 4, 6, 8 53° 31′ 48″ N, 8° 6′ 8″ O                           | Wohnhaus                           | (Baudenkmal-Gruppe Neu-Siebethsburg: Högersiedlung I)                            | 35168961 | BW             |
| Edzardstraße 9, 11 53° 31′ 50″ N, 8° 6′ 10″ O                               | Mehrfamilienhaus                   | (Baudenkmal-Gruppe Neu-Siebethsburg: Högersiedlung I)                            | 35169143 | BW             |
| Edzardstraße 10, 12 53° 31′ 50″ N, 8° 6′ 8″ O                               | Mehrfamilienhaus                   | (Baudenkmal-Gruppe Neu-Siebethsburg: Högersiedlung I)                            | 35169169 | BW             |
| Edzardstraße 13, 15 53° 31′ 51″ N, 8° 6′ 11″ O                              | Mehrfamilienhaus                   | (Baudenkmal-Gruppe Neu-Siebethsburg: Högersiedlung I)                            | 35169247 | BW             |
| Edzardstraße 14, 16, 18 53° 31′ 52″ N, 8° 6′ 8″ O                           | Mehrfamilienhaus                   | (Baudenkmal-Gruppe Neu-Siebethsburg: Högersiedlung I)                            | 35169273 | BW             |
| Edzardstraße 17, 19 53° 31′ 53″ N, 8° 6′ 11″ O                              | Mehrfamilienhaus                   | (Baudenkmal-Gruppe Neu-Siebethsburg: Högersiedlung I)                            | 35169351 | BW             |
| Edzardstraße 20 53° 31′ 53″ N, 8° 6′ 10″ O                                  | Mehrfamilienhaus                   | (Baudenkmal-Gruppe Neu-Siebethsburg: Högersiedlung I)                            | 35169429 | BW             |
| Edzardstraße 22 53° 31′ 53″ N, 8° 6′ 10″ O                                  | Mehrfamilienhaus                   | (Baudenkmal-Gruppe Neu-Siebethsburg: Högersiedlung I)                            | 35169481 | BW             |
| Edzardstraße 21 53° 31′ 55″ N, 8° 6′ 13″ O                                  | Mehrfamilienhaus                   | (Baudenkmal-Gruppe Neu-Siebethsburg: Högersiedlung I)                            | 35169455 | BW             |
| Edzardstraße 23, 25 53° 31′ 56″ N, 8° 6′ 14″ O                              | Mehrfamilienhaus                   | (Baudenkmal-Gruppe Neu-Siebethsburg: Högersiedlung I)                            | 35169507 | BW             |
| Edzardstraße 27, 29 53° 31′ 57″ N, 8° 6′ 15″ O                              | Mehrfamilienhaus                   | (Baudenkmal-Gruppe Neu-Siebethsburg: Högersiedlung I)                            | 35169611 | BW             |
| Edzardstraße 31, 33 53° 31′ 58″ N, 8° 6′ 14″ O                              | Mehrfamilienhaus                   | (Baudenkmal-Gruppe Neu-Siebethsburg: Högersiedlung I)                            | 35169715 | BW             |
| Edzardstraße 30, 32 53° 31′ 57″ N, 8° 6′ 12″ O                              | Mehrfamilienhaus                   | (Baudenkmal-Gruppe Neu-Siebethsburg: Högersiedlung I)                            | 35169689 | BW             |
| Edzardstraße 24, 26, 28 53° 31′ 56″ N, 8° 6′ 13″ O                          | Mehrfamilienhaus                   | (Baudenkmal-Gruppe Neu-Siebethsburg: Högersiedlung I)                            | 35169533 | BW             |
| Ennostraße 1, 3, 5, 7 53° 31′ 48″ N, 8° 6′ 5″ O                             | Wohnhaus                           | (Baudenkmal-Gruppe Neu-Siebethsburg: Högersiedlung I)                            | 35169793 | BW             |
| Ennostraße 2, 4, 6, 8 53° 31′ 48″ N, 8° 6′ 4″ O                             | Wohnhaus                           | (Baudenkmal-Gruppe Neu-Siebethsburg: Högersiedlung I)                            | 35169819 | BW             |
| Ennostraße 9, 11 53° 31′ 50″ N, 8° 6′ 5″ O                                  | Mehrfamilienhaus                   | (Baudenkmal-Gruppe Neu-Siebethsburg: Högersiedlung I)                            | 35170001 | BW             |
| Ennostraße 10, 12 53° 31′ 50″ N, 8° 6′ 4″ O                                 | Mehrfamilienhaus                   | (Baudenkmal-Gruppe Neu-Siebethsburg: Högersiedlung I)                            | 35170027 | BW             |
| Ennostraße 13, 15 53° 31′ 51″ N, 8° 6′ 6″ O                                 | Mehrfamilienhaus                   | (Baudenkmal-Gruppe Neu-Siebethsburg: Högersiedlung I)                            | 35170105 | BW             |
| Ennostraße 14, 16, 18 53° 31′ 51″ N, 8° 6′ 4″ O                             | Mehrfamilienhaus                   | (Baudenkmal-Gruppe Neu-Siebethsburg: Högersiedlung I)                            | 35170131 | BW             |
| Ennostraße 17, 19 53° 31′ 52″ N, 8° 6′ 6″ O                                 | Mehrfamilienhaus                   | (Baudenkmal-Gruppe Neu-Siebethsburg: Högersiedlung I)                            | 35170209 | BW             |
| Ennostraße 20, 22 53° 31′ 53″ N, 8° 6′ 5″ O                                 | Mehrfamilienhaus                   | (Baudenkmal-Gruppe Neu-Siebethsburg: Högersiedlung I)                            | 35170287 | BW             |
| Ennostraße 21, 23 53° 31′ 54″ N, 8° 6′ 7″ O                                 | Mehrfamilienhaus                   | (Baudenkmal-Gruppe Neu-Siebethsburg: Högersiedlung I)                            | 35170313 | BW             |
| Ennostraße 24, 26 53° 31′ 54″ N, 8° 6′ 6″ O                                 | Mehrfamilienhaus                   | (Baudenkmal-Gruppe Neu-Siebethsburg: Högersiedlung I)                            | 35170391 | BW             |
| Robodesweg 1, 3, 5, 7 53° 31′ 48″ N, 8° 6′ 0″ O                             | Wohnhaus                           | (Baudenkmal-Gruppe Neu-Siebethsburg: Högersiedlung I)                            | 35171301 | BW             |
| Robodesweg 2, 4, 6, 8 53° 31′ 48″ N, 8° 5′ 59″ O                            | Wohnhaus                           | (Baudenkmal-Gruppe Neu-Siebethsburg: Högersiedlung I)                            | 35171327 | BW             |
| Robodesweg 9, 11 53° 31′ 50″ N, 8° 6′ 0″ O                                  | Mehrfamilienhaus                   | (Baudenkmal-Gruppe Neu-Siebethsburg: Högersiedlung I)                            | 35171509 | BW             |
| Robodesweg 10, 12 53° 31′ 50″ N, 8° 5′ 59″ O                                | Mehrfamilienhaus                   | (Baudenkmal-Gruppe Neu-Siebethsburg: Högersiedlung I)                            | 35171535 | BW             |
| Robodesweg 13, 15 53° 31′ 51″ N, 8° 6′ 1″ O                                 | Mehrfamilienhaus                   | (Baudenkmal-Gruppe Neu-Siebethsburg: Högersiedlung I)                            | 35171613 | BW             |
| Robodesweg 14, 16, 18 53° 31′ 51″ N, 8° 5′ 59″ O                            | Mehrfamilienhaus                   | (Baudenkmal-Gruppe Neu-Siebethsburg: Högersiedlung I)                            | 35171639 | BW             |
| Robodesweg 17, 19, 21 53° 31′ 53″ N, 8° 6′ 1″ O                             | Mehrfamilienhaus                   | (Baudenkmal-Gruppe Neu-Siebethsburg: Högersiedlung I)                            | 35171717 | BW             |
| Robodesweg 20, 22 53° 31′ 53″ N, 8° 6′ 0″ O                                 | Mehrfamilienhaus                   | (Baudenkmal-Gruppe Neu-Siebethsburg: Högersiedlung I)                            | 35171795 | BW             |
| Robodesweg 23, 25 53° 31′ 54″ N, 8° 6′ 1″ O                                 | Mehrfamilienhaus                   | (Baudenkmal-Gruppe Neu-Siebethsburg: Högersiedlung I)                            | 35171873 | BW             |
| Robodesweg 24, 26 53° 31′ 54″ N, 8° 6′ 0″ O                                 | Mehrfamilienhaus                   | (Baudenkmal-Gruppe Neu-Siebethsburg: Högersiedlung I)                            | 35171899 | BW             |
| tom-Brok-Straße 24, 24A 53° 32′ 2″ N, 8° 6′ 16″ O                           | Wohnhaus                           | (Baudenkmal-Gruppe Neu-Siebethsburg: Högersiedlung I)                            | 35172705 | BW             |
| tom-Brok-Straße 26, 26A, 26B 53° 32′ 1″ N, 8° 6′ 13″ O                      | Wohnhaus                           | (Baudenkmal-Gruppe Neu-Siebethsburg: Högersiedlung I)                            | 35172835 | BW             |
| tom-Brok-Straße 28, 28A, 28B 53° 32′ 0″ N, 8° 6′ 11″ O                      | Wohnhaus                           | (Baudenkmal-Gruppe Neu-Siebethsburg: Högersiedlung I)                            | 35172939 | BW             |
| tom-Brok-Straße 30, 30A, 30B 53° 32′ 0″ N, 8° 6′ 9″ O                       | Wohnhaus                           | (Baudenkmal-Gruppe Neu-Siebethsburg: Högersiedlung I)                            | 35173043 | BW             |
| tom-Brok-Straße 32, 34, 36 53° 31′ 59″ N, 8° 6′ 7″ O                        | Wohnhaus                           | (Baudenkmal-Gruppe Neu-Siebethsburg: Högersiedlung I)                            | 35173147 | BW             |
| tom-Brok-Straße 38, 40, 42 53° 31′ 58″ N, 8° 6′ 5″ O                        | Wohnhaus                           | (Baudenkmal-Gruppe Neu-Siebethsburg: Högersiedlung I)                            | 35173303 | BW             |
| tom-Brok-Straße 44, 46, 48 53° 31′ 57″ N, 8° 6′ 2″ O                        | Wohnhaus                           | (Baudenkmal-Gruppe Neu-Siebethsburg: Högersiedlung I)                            | 35173459 | BW             |
| tom-Brok-Straße 50, 52 53° 31′ 55″ N, 8° 5′ 59″ O                           | Wohnhaus                           | (Baudenkmal-Gruppe Neu-Siebethsburg: Högersiedlung I)                            | 35173615 | BW             |
| tom-Brok-Straße 58, 60 53° 31′ 55″ N, 8° 5′ 55″ O                           | Wohnhaus                           | (Baudenkmal-Gruppe Neu-Siebethsburg: Högersiedlung I)                            | 35173798 | BW             |
| tom-Brok-Straße 62, 64, 66 53° 31′ 54″ N, 8° 5′ 51″ O                       | Wohnhaus                           | (Baudenkmal-Gruppe Neu-Siebethsburg: Högersiedlung I)                            | 35173902 | BW             |
| tom-Brok-Straße 68, 70, 72 53° 31′ 54″ N, 8° 5′ 48″ O                       | Wohnhaus                           | (Baudenkmal-Gruppe Neu-Siebethsburg: Högersiedlung I)                            | 35174058 | BW             |
| tom-Brok-Straße 74, 76, 78 53° 31′ 53″ N, 8° 5′ 46″ O                       | Wohnhaus                           | (Baudenkmal-Gruppe Neu-Siebethsburg: Högersiedlung I)                            | 35174214 | BW             |
| tom-Brok-Straße 80, 82, 84 53° 31′ 53″ N, 8° 5′ 43″ O                       | Wohnhaus                           | (Baudenkmal-Gruppe Neu-Siebethsburg: Högersiedlung I)                            | 35174370 | BW             |
| tom-Brok-Straße 86, 88, 90 53° 31′ 52″ N, 8° 5′ 40″ O                       | Wohnhaus                           | (Baudenkmal-Gruppe Neu-Siebethsburg: Högersiedlung I)                            | 35174528 | BW             |
| tom-Brok-Straße 92, 94, 96 53° 31′ 52″ N, 8° 5′ 38″ O                       | Wohnhaus                           | (Baudenkmal-Gruppe Neu-Siebethsburg: Högersiedlung I)                            | 35174684 | BW             |
| tom-Brok-Straße 98, 100 53° 31′ 52″ N, 8° 5′ 35″ O                          | Wohnhaus                           | (Baudenkmal-Gruppe Neu-Siebethsburg: Högersiedlung I)                            | 35174844 | BW             |
| tom-Brok-Straße 23, 23A 53° 32′ 2″ N, 8° 6′ 10″ O                           | Wohnhaus                           | (Baudenkmal-Gruppe Neu-Siebethsburg: Högersiedlung I)                            | 35172627 | BW             |
| tom-Brok-Straße 23B 53° 32′ 2″ N, 8° 6′ 8″ O                                | Wohnhaus                           | (Baudenkmal-Gruppe Neu-Siebethsburg: Högersiedlung I)                            | 35172679 | BW             |
| tom-Brok-Straße 25, 25A 53° 32′ 1″ N, 8° 6′ 7″ O                            | Wohnhaus                           | (Baudenkmal-Gruppe Neu-Siebethsburg: Högersiedlung I)                            | 35172757 | BW             |
| tom-Brok-Straße 25B 53° 32′ 1″ N, 8° 6′ 6″ O                                | Wohnhaus                           | (Baudenkmal-Gruppe Neu-Siebethsburg: Högersiedlung I)                            | 35172809 | BW             |
| tom-Brok-Straße 27, 29 53° 32′ 0″ N, 8° 6′ 5″ O                             | Wohnhaus                           | (Baudenkmal-Gruppe Neu-Siebethsburg: Högersiedlung I)                            | 35172913 | BW             |
| tom-Brok-Straße 31 53° 32′ 0″ N, 8° 6′ 4″ O                                 | Wohnhaus                           | (Baudenkmal-Gruppe Neu-Siebethsburg: Högersiedlung I)                            | 35173121 | BW             |
| tom-Brok-Straße 33, 35 53° 31′ 59″ N, 8° 6′ 3″ O                            | Wohnhaus                           | (Baudenkmal-Gruppe Neu-Siebethsburg: Högersiedlung I)                            | 35173173 | BW             |
| tom-Brok-Straße 37 53° 31′ 59″ N, 8° 6′ 2″ O                                | Wohnhaus                           | (Baudenkmal-Gruppe Neu-Siebethsburg: Högersiedlung I)                            | 35173277 | BW             |
| tom-Brok-Straße 39, 41 53° 31′ 58″ N, 8° 6′ 1″ O                            | Wohnhaus                           | (Baudenkmal-Gruppe Neu-Siebethsburg: Högersiedlung I)                            | 35173329 | BW             |
| tom-Brok-Straße 43 53° 31′ 59″ N, 8° 6′ 0″ O                                | Wohnhaus                           | (Baudenkmal-Gruppe Neu-Siebethsburg: Högersiedlung I)                            | 35173433 | BW             |
| tom-Brok-Straße 45, 47 53° 31′ 58″ N, 8° 5′ 58″ O                           | Wohnhaus                           | (Baudenkmal-Gruppe Neu-Siebethsburg: Högersiedlung I)                            | 35173485 | BW             |
| tom-Brok-Straße 49 53° 31′ 58″ N, 8° 5′ 57″ O                               | Wohnhaus                           | (Baudenkmal-Gruppe Neu-Siebethsburg: Högersiedlung I)                            | 35173589 | BW             |
| tom-Brok-Straße 51, 53 53° 31′ 57″ N, 8° 5′ 56″ O                           | Wohnhaus                           | (Baudenkmal-Gruppe Neu-Siebethsburg: Högersiedlung I)                            | 35173641 | BW             |
| tom-Brok-Straße 55 53° 31′ 57″ N, 8° 5′ 55″ O                               | Wohnhaus                           | (Baudenkmal-Gruppe Neu-Siebethsburg: Högersiedlung I)                            | 35173746 | BW             |
| tom-Brok-Straße 57, 59 53° 31′ 56″ N, 8° 5′ 54″ O                           | Wohnhaus                           | (Baudenkmal-Gruppe Neu-Siebethsburg: Högersiedlung I)                            | 35173772 | BW             |
| tom-Brok-Straße 61, 63, 65, 67 53° 31′ 57″ N, 8° 5′ 51″ O                   | Wohnhaus                           | (Baudenkmal-Gruppe Neu-Siebethsburg: Högersiedlung I)                            | 35173876 | BW             |
| tom-Brok-Straße 69, 71 53° 31′ 56″ N, 8° 5′ 50″ O                           | Wohnhaus                           | (Baudenkmal-Gruppe Neu-Siebethsburg: Högersiedlung I)                            | 35174084 | BW             |
| tom-Brok-Straße 73 53° 31′ 56″ N, 8° 5′ 49″ O                               | Wohnhaus                           | (Baudenkmal-Gruppe Neu-Siebethsburg: Högersiedlung I)                            | 35174188 | BW             |
| tom-Brok-Straße 75, 77 53° 31′ 55″ N, 8° 5′ 47″ O                           | Wohnhaus                           | (Baudenkmal-Gruppe Neu-Siebethsburg: Högersiedlung I)                            | 35174240 | BW             |
| tom-Brok-Straße 79 53° 31′ 56″ N, 8° 5′ 46″ O                               | Wohnhaus                           | (Baudenkmal-Gruppe Neu-Siebethsburg: Högersiedlung I)                            | 35174344 | BW             |
| tom-Brok-Straße 81, 83 53° 31′ 55″ N, 8° 5′ 45″ O                           | Wohnhaus                           | (Baudenkmal-Gruppe Neu-Siebethsburg: Högersiedlung I)                            | 35174396 | BW             |
| tom-Brok-Straße 85 53° 31′ 55″ N, 8° 5′ 44″ O                               | Wohnhaus                           | (Baudenkmal-Gruppe Neu-Siebethsburg: Högersiedlung I)                            | 35174502 | BW             |
| tom-Brok-Straße 87, 89 53° 31′ 54″ N, 8° 5′ 42″ O                           | Wohnhaus                           | (Baudenkmal-Gruppe Neu-Siebethsburg: Högersiedlung I)                            | 35174554 | BW             |
| tom-Brok-Straße 91 53° 31′ 55″ N, 8° 5′ 41″ O                               | Wohnhaus                           | (Baudenkmal-Gruppe Neu-Siebethsburg: Högersiedlung I)                            | 35174658 | BW             |
| tom-Brok-Straße 93, 95 53° 31′ 54″ N, 8° 5′ 40″ O                           | Wohnhaus                           | (Baudenkmal-Gruppe Neu-Siebethsburg: Högersiedlung I)                            | 35174710 | BW             |
| tom-Brok-Straße 97 53° 31′ 54″ N, 8° 5′ 39″ O                               | Wohnhaus                           | (Baudenkmal-Gruppe Neu-Siebethsburg: Högersiedlung I)                            | 35174818 | BW             |
| tom-Brok-Straße 99, 101 53° 31′ 54″ N, 8° 5′ 37″ O                          | Wohnhaus                           | (Baudenkmal-Gruppe Neu-Siebethsburg: Högersiedlung I)                            | 35174870 | BW             |
| tom-Brok-Straße 103 53° 31′ 54″ N, 8° 5′ 36″ O                              | Wohnhaus                           | (Baudenkmal-Gruppe Neu-Siebethsburg: Högersiedlung I)                            | 35174948 | BW             |
| Friedrich-Paffrath-Straße 5 53° 31′ 46″ N, 8° 5′ 36″ O                      | Wohnhaus                           | (Baudenkmal-Gruppe Neu-Siebethsburg: Högersiedlung I)                            | 35170443 | BW             |
| Friedrich-Paffrath-Straße 7, 9 53° 31′ 48″ N, 8° 5′ 35″ O                   | Wohnhaus                           | (Baudenkmal-Gruppe Neu-Siebethsburg: Högersiedlung I)                            | 35170469 | BW             |
| Friedrich-Paffrath-Straße 11, 13 53° 31′ 49″ N, 8° 5′ 35″ O                 | Wohnhaus                           | (Baudenkmal-Gruppe Neu-Siebethsburg: Högersiedlung I)                            | 35170573 | BW             |
| Friedrich-Paffrath-Straße 15, 17 53° 31′ 50″ N, 8° 5′ 35″ O                 | Wohnhaus                           | (Baudenkmal-Gruppe Neu-Siebethsburg: Högersiedlung I)                            | 35170677 | BW             |
| Friedrich-Paffrath-Straße 19 53° 31′ 51″ N, 8° 5′ 34″ O                     | Wohnhaus                           | (Baudenkmal-Gruppe Neu-Siebethsburg: Högersiedlung I)                            | 35170781 | BW             |
| Friedrich-Paffrath-Straße 21, 23 53° 31′ 53″ N, 8° 5′ 34″ O                 | Wohnhaus                           | (Baudenkmal-Gruppe Neu-Siebethsburg: Högersiedlung I)                            | 35170833 | BW             |
| Friedrich-Paffrath-Straße 25 53° 31′ 54″ N, 8° 5′ 33″ O                     | Wohnhaus                           | (Baudenkmal-Gruppe Neu-Siebethsburg: Högersiedlung I)                            | 35170937 | BW             |
| Friedrich-Paffrath-Straße 26 53° 31′ 54″ N, 8° 5′ 31″ O                     | Wohnhaus                           | (Baudenkmal-Gruppe Neu-Siebethsburg: Högersiedlung I)                            | 35170963 | BW             |
| Friedrich-Paffrath-Straße 22, 24 53° 31′ 53″ N, 8° 5′ 31″ O                 | Wohnhaus                           | (Baudenkmal-Gruppe Neu-Siebethsburg: Högersiedlung I)                            | 35170859 | BW             |
| Friedrich-Paffrath-Straße 20 53° 31′ 51″ N, 8° 5′ 32″ O                     | Wohnhaus                           | (Baudenkmal-Gruppe Neu-Siebethsburg: Högersiedlung I)                            | 35170807 | BW             |
| Friedrich-Paffrath-Straße 16, 18 53° 31′ 50″ N, 8° 5′ 32″ O                 | Wohnhaus                           | (Baudenkmal-Gruppe Neu-Siebethsburg: Högersiedlung I)                            | 35170703 | BW             |
| Friedrich-Paffrath-Straße 12, 14 53° 31′ 49″ N, 8° 5′ 33″ O                 | Wohnhaus                           | (Baudenkmal-Gruppe Neu-Siebethsburg: Högersiedlung I)                            | 35170599 | BW             |
| Friedrich-Paffrath-Straße 8, 10 53° 31′ 47″ N, 8° 5′ 33″ O                  | Wohnhaus                           | (Baudenkmal-Gruppe Neu-Siebethsburg: Högersiedlung I)                            | 35170495 | BW             |
| Störtebekerstraße 64 53° 31′ 46″ N, 8° 5′ 39″ O                             | Mehrfamilienhaus                   | (Baudenkmal-Gruppe Neu-Siebethsburg: Högersiedlung I)                            | 35172497 | BW             |
| Störtebekerstraße 66 53° 31′ 46″ N, 8° 5′ 38″ O                             | Wohnhaus                           | (Baudenkmal-Gruppe Neu-Siebethsburg: Högersiedlung I)                            | 35172523 | BW             |
| Störtebekerstraße 68 53° 31′ 46″ N, 8° 5′ 37″ O                             | Wohnhaus                           | (Baudenkmal-Gruppe Neu-Siebethsburg: Högersiedlung I)                            | 35172549 | BW             |
| Störtebekerstraße 69 53° 31′ 47″ N, 8° 5′ 38″ O                             | Wohnhaus                           | (Baudenkmal-Gruppe Neu-Siebethsburg: Högersiedlung I)                            | 35172575 | BW             |
| Störtebekerstraße 71 53° 31′ 47″ N, 8° 5′ 36″ O                             | Wohnhaus                           | (Baudenkmal-Gruppe Neu-Siebethsburg: Högersiedlung I)                            | 35172601 | BW             |
| Goedeke-Michel-Straße 1 53° 31′ 47″ N, 8° 5′ 41″ O                          | Mehrfamilienhaus                   | (Baudenkmal-Gruppe Neu-Siebethsburg: Högersiedlung I)                            | 35170989 | BW             |
| Goedeke-Michel-Straße 3 53° 31′ 48″ N, 8° 5′ 40″ O                          | Mehrfamilienhaus                   | (Baudenkmal-Gruppe Neu-Siebethsburg: Högersiedlung I)                            | 35171041 | BW             |
| Goedeke-Michel-Straße 5 53° 31′ 49″ N, 8° 5′ 40″ O                          | Mehrfamilienhaus                   | (Baudenkmal-Gruppe Neu-Siebethsburg: Högersiedlung I)                            | 35171093 | BW             |
| Goedeke-Michel-Straße 7 53° 31′ 50″ N, 8° 5′ 40″ O                          | Mehrfamilienhaus                   | (Baudenkmal-Gruppe Neu-Siebethsburg: Högersiedlung I)                            | 35171145 | BW             |
| Goedeke-Michel-Straße 9 53° 31′ 51″ N, 8° 5′ 40″ O                          | Mehrfamilienhaus                   | (Baudenkmal-Gruppe Neu-Siebethsburg: Högersiedlung I)                            | 35171197 | BW             |
| Goedeke-Michel-Straße 2 53° 31′ 47″ N, 8° 5′ 39″ O                          | Mehrfamilienhaus                   | (Baudenkmal-Gruppe Neu-Siebethsburg: Högersiedlung I)                            | 35171015 | BW             |
| Goedeke-Michel-Straße 4 53° 31′ 48″ N, 8° 5′ 39″ O                          | Mehrfamilienhaus                   | (Baudenkmal-Gruppe Neu-Siebethsburg: Högersiedlung I)                            | 35171067 | BW             |
| Goedeke-Michel-Straße 6 53° 31′ 49″ N, 8° 5′ 38″ O                          | Mehrfamilienhaus                   | (Baudenkmal-Gruppe Neu-Siebethsburg: Högersiedlung I)                            | 35171119 | BW             |
| Goedeke-Michel-Straße 8 53° 31′ 50″ N, 8° 5′ 39″ O                          | Mehrfamilienhaus                   | (Baudenkmal-Gruppe Neu-Siebethsburg: Högersiedlung I)                            | 35171171 | BW             |
| Goedeke-Michel-Straße 10 53° 31′ 51″ N, 8° 5′ 39″ O                         | Mehrfamilienhaus                   | (Baudenkmal-Gruppe Neu-Siebethsburg: Högersiedlung I)                            | 35171223 | BW             |
| Neuender Reihe 2, 4 53° 31′ 51″ N, 8° 5′ 31″ O                              | Wohnhaus                           | (Baudenkmal-Gruppe Neu-Siebethsburg: Högersiedlung I)                            | 35171249 | BW             |
| 53° 31′ 45″ N, 8° 6′ 42″ O                                                  | Neu-Siebethsburg: Högersiedlung II | Baudenkmal-Gruppe. Wohnsiedlung errichtet 1936-1940 nach Plänen von Fritz Höger. | 35135126 | BW             |
| Edo-Wiemken-Straße 2 53° 31′ 45″ N, 8° 6′ 49″ O                             | Mehrfamilienhaus                   | (Baudenkmal-Gruppe Neu-Siebethsburg: Högersiedlung II)                           | 35175116 | BW             |
| Edo-Wiemken-Straße 4, 4A 53° 31′ 45″ N, 8° 6′ 47″ O                         | Mehrfamilienhaus                   | (Baudenkmal-Gruppe Neu-Siebethsburg: Högersiedlung II)                           | 35175142 | BW             |
| Störtebekerstraße 2, 2A 53° 31′ 46″ N, 8° 6′ 45″ O                          | Mehrfamilienhaus                   | (Baudenkmal-Gruppe Neu-Siebethsburg: Högersiedlung II)                           | 35175428 | BW             |
| Störtebekerstraße 4, 4A 53° 31′ 46″ N, 8° 6′ 44″ O                          | Mehrfamilienhaus                   | (Baudenkmal-Gruppe Neu-Siebethsburg: Högersiedlung II)                           | 35175480 | BW             |
| Störtebekerstraße 6, 8 53° 31′ 46″ N, 8° 6′ 42″ O                           | Mehrfamilienhaus                   | (Baudenkmal-Gruppe Neu-Siebethsburg: Högersiedlung II)                           | 35175532 | BW             |
| Störtebekerstraße 10, 12 53° 31′ 46″ N, 8° 6′ 40″ O                         | Mehrfamilienhaus                   | (Baudenkmal-Gruppe Neu-Siebethsburg: Högersiedlung II)                           | 35175584 | BW             |
| Störtebekerstraße 14 B 53° 31′ 45″ N, 8° 6′ 36″ O                           | Mehrfamilienhaus                   | (Baudenkmal-Gruppe Neu-Siebethsburg: Högersiedlung II)                           | 35175636 | BW             |
| Bismarckstraße 167 A, B, C 53° 31′ 45″ N, 8° 6′ 39″ O                       | Mehrfamilienhaus                   | (Baudenkmal-Gruppe Neu-Siebethsburg: Högersiedlung II)                           | 35174985 | BW             |
| Bismarckstraße 169 A, B 53° 31′ 44″ N, 8° 6′ 36″ O                          | Mehrfamilienhaus                   | (Baudenkmal-Gruppe Neu-Siebethsburg: Högersiedlung II)                           | 35175064 | BW             |
| Mühlenweg 163, 165 53° 31′ 45″ N, 8° 6′ 45″ O                               | Mehrfamilienhaus                   | (Baudenkmal-Gruppe Neu-Siebethsburg: Högersiedlung II)                           | 35175194 | BW             |
| Mühlenweg 167, 169 53° 31′ 44″ N, 8° 6′ 44″ O                               | Mehrfamilienhaus                   | (Baudenkmal-Gruppe Neu-Siebethsburg: Högersiedlung II)                           | 35175246 | BW             |
| Mühlenweg 171, 173 53° 31′ 44″ N, 8° 6′ 42″ O                               | Mehrfamilienhaus                   | (Baudenkmal-Gruppe Neu-Siebethsburg: Högersiedlung II)                           | 35175298 | BW             |
| Mühlenweg 177 53° 31′ 44″ N, 8° 6′ 41″ O                                    | Mehrfamilienhaus                   | (Baudenkmal-Gruppe Neu-Siebethsburg: Högersiedlung II)                           | 35175350 | BW             |
| Mühlenweg 179, 181 53° 31′ 44″ N, 8° 6′ 40″ O                               | Mehrfamilienhaus                   | (Baudenkmal-Gruppe Neu-Siebethsburg: Högersiedlung II)                           | 35175376 | BW             |
| 53° 31′ 52″ N, 8° 6′ 21″ O                                                  | Siebethsburg: Parksiedlung I       | Baudenkmal-Gruppe                                                                | 35135143 | BW             |
| Edenburgstraße 8 53° 31′ 56″ N, 8° 6′ 36″ O                                 | Wohnhaus                           | (Baudenkmal-Gruppe Siebethsburg: Parksiedlung I)                                 | 35175662 | BW             |
| Edenburgstraße 10 53° 31′ 57″ N, 8° 6′ 37″ O                                | Wohnhaus                           | (Baudenkmal-Gruppe Siebethsburg: Parksiedlung I)                                 | 35175688 | BW             |
| Papingastraße 19 A 53° 31′ 58″ N, 8° 6′ 34″ O                               | Wohnhaus                           | (Baudenkmal-Gruppe Siebethsburg: Parksiedlung I)                                 | 35175838 | BW             |
| Papingastraße 19 B 53° 31′ 58″ N, 8° 6′ 33″ O                               | Wohnhaus                           | (Baudenkmal-Gruppe Siebethsburg: Parksiedlung I)                                 | 35175864 | BW             |
| Papingastraße 21 A 53° 31′ 58″ N, 8° 6′ 32″ O                               | Wohnhaus                           | (Baudenkmal-Gruppe Siebethsburg: Parksiedlung I)                                 | 35175890 | BW             |
| Papingastraße 21 B 53° 31′ 58″ N, 8° 6′ 31″ O                               | Wohnhaus                           | (Baudenkmal-Gruppe Siebethsburg: Parksiedlung I)                                 | 35175916 | BW             |
| Papingastraße 23 53° 31′ 58″ N, 8° 6′ 30″ O                                 | Wohnhaus                           | (Baudenkmal-Gruppe Siebethsburg: Parksiedlung I)                                 | 35175968 | BW             |
| Papingastraße 27 53° 31′ 59″ N, 8° 6′ 26″ O                                 | Wohnhaus                           | (Baudenkmal-Gruppe Siebethsburg: Parksiedlung I)                                 | 35176146 | BW             |
| Papingastraße 22 53° 31′ 58″ N, 8° 6′ 38″ O                                 | Wohnhaus                           | (Baudenkmal-Gruppe Siebethsburg: Parksiedlung I)                                 | 35175942 | BW             |
| Papingastraße 24A 53° 31′ 58″ N, 8° 6′ 36″ O                                | Wohnhaus                           | (Baudenkmal-Gruppe Siebethsburg: Parksiedlung I)                                 | 35175994 | BW             |
| Papingastraße 24B 53° 31′ 59″ N, 8° 6′ 35″ O                                | Wohnhaus                           | (Baudenkmal-Gruppe Siebethsburg: Parksiedlung I)                                 | 35176020 | BW             |
| Papingastraße 26A 53° 31′ 59″ N, 8° 6′ 33″ O                                | Wohnhaus                           | (Baudenkmal-Gruppe Siebethsburg: Parksiedlung I)                                 | 35176094 | BW             |
| Papingastraße 26B 53° 31′ 59″ N, 8° 6′ 33″ O                                | Wohnhaus                           | (Baudenkmal-Gruppe Siebethsburg: Parksiedlung I)                                 | 35176120 | BW             |
| Papingastraße 28 53° 31′ 59″ N, 8° 6′ 31″ O                                 | Wohnhaus                           | (Baudenkmal-Gruppe Siebethsburg: Parksiedlung I)                                 | 35176172 | BW             |
| Papingastraße 30A 53° 32′ 0″ N, 8° 6′ 29″ O                                 | Wohnhaus                           | (Baudenkmal-Gruppe Siebethsburg: Parksiedlung I)                                 | 35176222 | BW             |
| Papingastraße 30B 53° 32′ 0″ N, 8° 6′ 28″ O                                 | Wohnhaus                           | (Baudenkmal-Gruppe Siebethsburg: Parksiedlung I)                                 | 35176248 | BW             |
| Papingastraße 32 53° 32′ 0″ N, 8° 6′ 27″ O                                  | Wohnhaus                           | (Baudenkmal-Gruppe Siebethsburg: Parksiedlung I)                                 | 35176274 | BW             |
| Edo-Wiemken-Straße 14 A 53° 31′ 50″ N, 8° 6′ 28″ O                          | Wohnhaus                           | (Baudenkmal-Gruppe Siebethsburg: Parksiedlung I)                                 | 35175714 | BW             |
| Edo-Wiemken-Straße 14 B 53° 31′ 51″ N, 8° 6′ 27″ O                          | Wohnhaus                           | (Baudenkmal-Gruppe Siebethsburg: Parksiedlung I)                                 | 35175740 | BW             |
| Siebethsburger Straße 1 53° 31′ 45″ N, 8° 6′ 21″ O                          | Wohnhaus                           | (Baudenkmal-Gruppe Siebethsburg: Parksiedlung I)                                 | 35176324 | BW             |
| Siebethsburger Straße 3 53° 31′ 46″ N, 8° 6′ 21″ O                          | Wohnhaus                           | (Baudenkmal-Gruppe Siebethsburg: Parksiedlung I)                                 | 35176376 | BW             |
| Siebethsburger Straße 5 53° 31′ 47″ N, 8° 6′ 21″ O                          | Wohnhaus                           | (Baudenkmal-Gruppe Siebethsburg: Parksiedlung I)                                 | 35176428 | BW             |
| Siebethsburger Straße 7A 53° 31′ 48″ N, 8° 6′ 21″ O                         | Wohnhaus                           | (Baudenkmal-Gruppe Siebethsburg: Parksiedlung I)                                 | 35176480 | BW             |
| Siebethsburger Straße 7B 53° 31′ 49″ N, 8° 6′ 21″ O                         | Wohnhaus                           | (Baudenkmal-Gruppe Siebethsburg: Parksiedlung I)                                 | 35176506 | BW             |
| Siebethsburger Straße 7C 53° 31′ 49″ N, 8° 6′ 21″ O                         | Wohnhaus                           | (Baudenkmal-Gruppe Siebethsburg: Parksiedlung I)                                 | 35176532 | BW             |
| Siebethsburger Straße 7D 53° 31′ 50″ N, 8° 6′ 21″ O                         | Wohnhaus                           | (Baudenkmal-Gruppe Siebethsburg: Parksiedlung I)                                 | 35176558 | BW             |
| Siebethsburger Straße 7E 53° 31′ 50″ N, 8° 6′ 21″ O                         | Wohnhaus                           | (Baudenkmal-Gruppe Siebethsburg: Parksiedlung I)                                 | 35176584 | BW             |
| Siebethsburger Straße 9A 53° 31′ 51″ N, 8° 6′ 21″ O                         | Wohnhaus                           | (Baudenkmal-Gruppe Siebethsburg: Parksiedlung I)                                 | 35176740 | BW             |
| Siebethsburger Straße 9B 53° 31′ 51″ N, 8° 6′ 21″ O                         | Wohnhaus                           | (Baudenkmal-Gruppe Siebethsburg: Parksiedlung I)                                 | 35176766 | BW             |
| Siebethsburger Straße 2 53° 31′ 45″ N, 8° 6′ 19″ O                          | Wohnhaus                           | (Baudenkmal-Gruppe Siebethsburg: Parksiedlung I)                                 | 35176350 | BW             |
| Siebethsburger Straße 4 53° 31′ 46″ N, 8° 6′ 19″ O                          | Wohnhaus                           | (Baudenkmal-Gruppe Siebethsburg: Parksiedlung I)                                 | 35176402 | BW             |
| Siebethsburger Straße 6 53° 31′ 47″ N, 8° 6′ 19″ O                          | Wohnhaus                           | (Baudenkmal-Gruppe Siebethsburg: Parksiedlung I)                                 | 35176454 | BW             |
| Siebethsburger Straße 8A 53° 31′ 48″ N, 8° 6′ 19″ O                         | Wohnhaus                           | (Baudenkmal-Gruppe Siebethsburg: Parksiedlung I)                                 | 35176610 | BW             |
| Siebethsburger Straße 8B 53° 31′ 49″ N, 8° 6′ 19″ O                         | Wohnhaus                           | (Baudenkmal-Gruppe Siebethsburg: Parksiedlung I)                                 | 35176636 | BW             |
| Siebethsburger Straße 8C 53° 31′ 49″ N, 8° 6′ 19″ O                         | Wohnhaus                           | (Baudenkmal-Gruppe Siebethsburg: Parksiedlung I)                                 | 35176662 | BW             |
| Siebethsburger Straße 8D 53° 31′ 50″ N, 8° 6′ 19″ O                         | Wohnhaus                           | (Baudenkmal-Gruppe Siebethsburg: Parksiedlung I)                                 | 35176688 | BW             |
| Siebethsburger Straße 8E 53° 31′ 50″ N, 8° 6′ 19″ O                         | Wohnhaus                           | (Baudenkmal-Gruppe Siebethsburg: Parksiedlung I)                                 | 35176714 | BW             |
| Siebethsburger Straße 10 53° 31′ 52″ N, 8° 6′ 19″ O                         | Wohnhaus                           | (Baudenkmal-Gruppe Siebethsburg: Parksiedlung I)                                 | 35176792 | BW             |
| Siebethsburger Straße 12 53° 31′ 54″ N, 8° 6′ 19″ O                         | Wohnhaus                           | (Baudenkmal-Gruppe Siebethsburg: Parksiedlung I)                                 | 35176818 | BW             |
| Siebethsburger Straße 14 53° 31′ 54″ N, 8° 6′ 19″ O                         | Wohnhaus                           | (Baudenkmal-Gruppe Siebethsburg: Parksiedlung I)                                 | 35176844 | BW             |
| Siebethsburger Straße 16 53° 31′ 55″ N, 8° 6′ 19″ O                         | Wohnhaus                           | (Baudenkmal-Gruppe Siebethsburg: Parksiedlung I)                                 | 35176870 | BW             |
| Siebethsburger Straße 16A 53° 31′ 56″ N, 8° 6′ 19″ O                        | Wohnhaus                           | (Baudenkmal-Gruppe Siebethsburg: Parksiedlung I)                                 | 35176896 | BW             |
| Siebethsburger Straße 18 53° 31′ 56″ N, 8° 6′ 20″ O                         | Wohnhaus                           | (Baudenkmal-Gruppe Siebethsburg: Parksiedlung I)                                 | 35176948 | BW             |
| Siebethsburger Straße 20A 53° 31′ 57″ N, 8° 6′ 20″ O                        | Wohnhaus                           | (Baudenkmal-Gruppe Siebethsburg: Parksiedlung I)                                 | 35176974 | BW             |
| Siebethsburger Straße 20B 53° 31′ 58″ N, 8° 6′ 21″ O                        | Wohnhaus                           | (Baudenkmal-Gruppe Siebethsburg: Parksiedlung I)                                 | 35177000 | BW             |
| Siebethsburger Straße 22A 53° 31′ 58″ N, 8° 6′ 21″ O                        | Wohnhaus                           | (Baudenkmal-Gruppe Siebethsburg: Parksiedlung I)                                 | 35177026 | BW             |
| Siebethsburger Straße 22B 53° 31′ 59″ N, 8° 6′ 22″ O                        | Wohnhaus                           | (Baudenkmal-Gruppe Siebethsburg: Parksiedlung I)                                 | 35177052 | BW             |
| Siebethsburger Straße 24 53° 32′ 0″ N, 8° 6′ 22″ O                          | Wohnhaus                           | (Baudenkmal-Gruppe Siebethsburg: Parksiedlung I)                                 | 35177078 | BW             |
| Siebethsburger Straße 17 53° 31′ 58″ N, 8° 6′ 24″ O                         | Wohnhaus                           | (Baudenkmal-Gruppe Siebethsburg: Parksiedlung I)                                 | 35176922 | BW             |
| Störtebekerstraße 7 53° 31′ 47″ N, 8° 6′ 29″ O                              | Wohnhaus                           | (Baudenkmal-Gruppe Siebethsburg: Parksiedlung I)                                 | 35177104 | BW             |
| Störtebekerstraße 11A 53° 31′ 47″ N, 8° 6′ 27″ O                            | Wohnhaus                           | (Baudenkmal-Gruppe Siebethsburg: Parksiedlung I)                                 | 35177154 | BW             |
| Störtebekerstraße 11B 53° 31′ 47″ N, 8° 6′ 26″ O                            | Wohnhaus                           | (Baudenkmal-Gruppe Siebethsburg: Parksiedlung I)                                 | 35177180 | BW             |
| Störtebekerstraße 15 53° 31′ 47″ N, 8° 6′ 22″ O                             | Wohnhaus                           | (Baudenkmal-Gruppe Siebethsburg: Parksiedlung I)                                 | 35177230 | BW             |
| Störtebekerstraße 17 53° 31′ 47″ N, 8° 6′ 18″ O                             | Wohnhaus                           | (Baudenkmal-Gruppe Siebethsburg: Parksiedlung I)                                 | 35177256 | BW             |
| Störtebekerstraße 22 53° 31′ 46″ N, 8° 6′ 30″ O                             | Wohnhaus                           | (Baudenkmal-Gruppe Siebethsburg: Parksiedlung I)                                 | 35177282 | BW             |
| Störtebekerstraße 24A 53° 31′ 46″ N, 8° 6′ 24″ O                            | Wohnhaus                           | (Baudenkmal-Gruppe Siebethsburg: Parksiedlung I)                                 | 35177308 | BW             |
| Störtebekerstraße 24B 53° 31′ 46″ N, 8° 6′ 24″ O                            | Wohnhaus                           | (Baudenkmal-Gruppe Siebethsburg: Parksiedlung I)                                 | 35177334 | BW             |
| Störtebekerstraße 26 53° 31′ 46″ N, 8° 6′ 22″ O                             | Wohnhaus                           | (Baudenkmal-Gruppe Siebethsburg: Parksiedlung I)                                 | 35177360 | BW             |
| Störtebekerstraße 28 53° 31′ 46″ N, 8° 6′ 18″ O                             | Wohnhaus                           | (Baudenkmal-Gruppe Siebethsburg: Parksiedlung I)                                 | 35177386 | BW             |
| 53° 31′ 52″ N, 8° 6′ 41″ O                                                  | Siebethsburg: Parksiedlung II      | Baudenkmal-Gruppe                                                                | 35135161 | BW             |
| Edenburgstraße 3 53° 31′ 53″ N, 8° 6′ 36″ O                                 | Wohnhaus                           | (Baudenkmal-Gruppe Siebethsburg: Parksiedlung II)                                | 35177520 | BW             |
| Edenburgstraße 7 53° 31′ 55″ N, 8° 6′ 38″ O                                 | Wohnhaus                           | (Baudenkmal-Gruppe Siebethsburg: Parksiedlung II)                                | 35177594 | BW             |
| Edo-Wiemken-Straße 1 53° 31′ 46″ N, 8° 6′ 52″ O                             | Wohnhaus                           | (Baudenkmal-Gruppe Siebethsburg: Parksiedlung II)                                | 35177620 | BW             |
| Edo-Wiemken-Straße 5A, 5B, 5C, 5D 53° 31′ 47″ N, 8° 6′ 47″ O                | Wohnhaus                           | (Baudenkmal-Gruppe Siebethsburg: Parksiedlung II)                                | 35177646 | BW             |
| Edo-Wiemken-Straße / Fredeborgstraße (7, 7A / 1) 53° 31′ 48″ N, 8° 6′ 45″ O | Wohnhaus                           | (Baudenkmal-Gruppe Siebethsburg: Parksiedlung II)                                | 35177441 | BW             |
| Edo-Wiemken-Straße 11A, 11B, 11C, 11D 53° 31′ 48″ N, 8° 6′ 41″ O            | Wohnhaus                           | (Baudenkmal-Gruppe Siebethsburg: Parksiedlung II)                                | 35177468 | BW             |
| Edo-Wiemken-Straße 13, 13A 53° 31′ 49″ N, 8° 6′ 40″ O                       | Wohnhaus                           | (Baudenkmal-Gruppe Siebethsburg: Parksiedlung II)                                | 35177802 | BW             |
| Middelsfährstraße 4 53° 31′ 52″ N, 8° 6′ 40″ O                              | Wohnhaus                           | (Baudenkmal-Gruppe Siebethsburg: Parksiedlung II)                                | 35177926 | BW             |
| Middelsfährstraße 5 53° 31′ 51″ N, 8° 6′ 41″ O                              | Wohnhaus                           | (Baudenkmal-Gruppe Siebethsburg: Parksiedlung II)                                | 35177952 | BW             |
| Middelsfährstraße 6 A, 6B 53° 31′ 53″ N, 8° 6′ 41″ O                        | Wohnhaus                           | (Baudenkmal-Gruppe Siebethsburg: Parksiedlung II)                                | 35177978 | BW             |
| Middelsfährstraße 8 53° 31′ 54″ N, 8° 6′ 41″ O                              | Wohnhaus                           | (Baudenkmal-Gruppe Siebethsburg: Parksiedlung II)                                | 35178078 | BW             |
| Middelsfährstraße 9 53° 31′ 54″ N, 8° 6′ 43″ O                              | Wohnhaus                           | (Baudenkmal-Gruppe Siebethsburg: Parksiedlung II)                                | 35178104 | BW             |